# Dumdi Dumdi
Dumdi Dumdi (덤디덤디; Deomdi Deomdi) è un singolo discografico del girl group sudcoreano (G)I-dle, pubblicato nel 2020.

## Tracce
- Download digitale

1. Dumdi Dumdi (덤디덤디) – 3:30

- CD

1. Dumdi Dumdi (덤디덤디) – 3:30
2. I'm the Trend – 3:25